# Перес, Альфонсо (боксёр)
Альфо́нсо Пе́рес (исп. Alfonso Pérez; 16 января 1949, Картахена) — колумбийский боксёр лёгкой и полулёгкой весовых категорий. В начале 1970-х годов выступал за сборную Колумбии: бронзовый призёр летних Олимпийских игр в Мюнхене, обладатель серебряной медали Панамериканских игр, победитель многих международных турниров и национальных первенств. В период 1973—1981 боксировал на профессиональном уровне, но без особых достижений.

## Биография
Альфонсо Перес родился 16 января 1949 года в городе Картахена, департамент Боливар. Первого серьёзного успеха на ринге добился в 1970 году, когда в лёгком весе выиграл чемпионат Центральной Америки и Карибского бассейна. Год спустя завоевал серебряную медаль на домашних Панамериканских играх в Кали, проиграв в финальном матче пуэрториканцу Луису Давиле. Благодаря череде удачных выступлений удостоился права защищать честь страны на летних Олимпийских играх 1972 года в Мюнхене, при этом ему было доверено нести знамя Колумбии на церемонии открытия. На Олимпиаде дошёл здесь стадии полуфиналов, после чего со счётом 2:3 уступил венгру Ласло Орбану. Получив бронзовую олимпийскую медаль, решил попробовать себя среди профессионалов и покинул сборную.
Профессиональный дебют Переса состоялся в апреле 1973 года, своего первого соперника он победил нокаутом уже во втором раунде. В течение двух последующих лет провёл множество удачных поединков, в том числе нокаутировал панамца Эусебио Педросу, в будущем многолетнего чемпиона мира по версии Всемирной боксёрской ассоциации (ВБА). В марте 1975 года выиграл титул чемпиона Колумбии в полулёгком весе, однако вскоре потерпел и первое поражение — единогласным решением судей от небитого Рейнальдо Идальго. С этого момента его прогресс пошёл на убыль, победы стали чередоваться с проигрышами, и уровень соперников заметно снизился.
Перес продолжал выходить на ринг вплоть до 1981 года, выиграл и защитил титул чемпиона Колумбии в лёгкой весовой категории, но поучаствовать в матче за мировой чемпионский пояс ему так и не удалось. Всего в профессиональном боксе он провёл 43 боя, из них 31 окончил победой (в том числе 19 досрочно), 9 раз проиграл, в трёх случаях была зафиксирована ничья.